# John Muir
John Muir   (Dunbar, 21 d'abril de 1838 - Los Angeles, 24 de desembre de 1914) fou un escriptor estatunidenc nascut a Escòcia. Va ser un dels primers naturalistes moderns, militant de la protecció de la natura.
Els seus escrits (cartes, assajos i llibres) foren molt llegits en el seu temps i encara avui són força populars. Hi narra les seves aventures a la natura i la vida salvatge, especialment a les muntanyes de la Sierra Nevada a Califòrnia. El seu activisme va contribuir a salvar la Vall de Yosemite i altres espais naturals. Va ser fundador del Sierra Club, que avui en dia és una de les organitzacions de protecció del medi ambient més importants dels Estats Units. El seu pensament ha influït fortament en la naixença del moviment ambientalista modern.